# Nel bianco (miniserie televisiva)
Nel bianco (Eisfieber) è una miniserie televisiva di produzione italo-tedesca tratta dall'omonimo romanzo di Ken Follett, diretta da Peter Keglevic e interpretata da Isabella Ferrari e Heiner Lauterbach.
Miniserie in due puntate, è andata in onda per la prima volta in Italia il 5 e il 7 gennaio 2010 su Canale 5.

## Trama
La storia si svolge alla vigilia di Natale. Negli uffici della casa farmaceutica scozzese Oxenford, i dipendenti e gli scienziati si scambiano regali e auguri. La bella Toni Gallo, ex poliziotta, scrupolosa e attenta responsabile della sicurezza degli impianti, ordina un'ultima verifica delle scorte: nei laboratori dell'istituto, virus e antivirus vengono coltivati e testati in gran sicurezza. Se una sola provetta del virus Madoba, evoluzione del già temibile Ebola, cadesse nelle mani sbagliate, potrebbe verificarsi una strage di enormi proporzioni. Il proprietario della Oxenford, Stanley, ripone grande fiducia in Toni, oltre a subire un'attrazione che tuttavia stenta a sbocciare. Stanley è vedovo ed è troppo legato alla sua grande famiglia, figli e nipoti, mentre Toni, separata, ha un forte orgoglio professionale che le impedisce di scoprire troppo i sentimenti verso il suo capo. Ma nel giro di ventiquattro ore le cose cambieranno radicalmente. Un furto violento e più grave del previsto sconvolge la Oxenford: una fiala di virus Madoba viene trafugata mentre nella notte infuria una tempesta di neve che blocca ogni via di comunicazione. La notte di Natale si trasforma in un incubo bianco: i criminali, sorpresi dalla tormenta, si rifugiano proprio nella abitazione di Stanley e tengono sotto scacco l'intera famiglia. L'unica speranza di salvezza è Toni Gallo che, senza alcun mezzo a disposizione, deve trovare i criminali e recuperare il virus prima che accada l'irreparabile.